# Toyota Mark X ZiO
Toyota Mark X ZiO (яп. トヨタ・マークXジオ, Toyota Māku X Jio)  — це середньорозмірний MPV, що випускався Toyota з 2007 по 2013 рік. Замінивши універсал Mark II Blit, він продавався виключно в Японії та був ексклюзивним для дилерів Toyopet Store і продавався разом із седаном Mark X з вересня 2007 року.
Попри спільну табличку, передньопривідний Mark X ZiO (з додатковим повним приводом) має мало спільних рис із задньопривідним седаном Mark X. Шасі ZiO походить від нової платформи MC, яка є основою Auris/Blade серії E150, RAV4 серії XA30, Avensis серії T270 і Prius серії XW30. Передня підвіска — стійки Макферсон, ззаду — подвійні важелі.
Назва «ZiO» (вимовляється як «geo») є абревіатурою, яка вказує на його місткість і вантажопідйомність, що означає «Zones in One» (англ. Зони в одному).

## Дизайн
Mark X ZiO базувався на концепт-карі FSC.
Продається під концепцією «4+Free», його салон має чотири незалежні сидіння плюс «вільний простір» ззаду. «Трьохрежимний» салон ZiO вміщує від чотирьох до семи пасажирів. Шестимісні моделі мають два ряди незалежних сидінь і консольний ящик з підлокітником.  У «режимі персонального седана» для створення автомобіля, схожого на седан, використовується дошка тонно. «Активний режим універсала» створює великий вантажний простір у задній частині, розміщуючи борт і кришки. «Дружній режим мінівена» включає третій ряд сидінь, які можна опустити, щоб створити вантажний простір. Він схожий за концепцією на Venza, але не має спільної платформи з ним.
Це була перша модель Toyota, яка використовувала технологію MOST Bus і пропонувала наступне обладнання: система передаварійної безпеки з використанням радара міліметрового діапазону, система розумного ключа (SKS), яка виключає традиційний ключ запалювання, радарний круїз-контроль, Інтелектуальна система AFS (адаптивна система переднього освітлення), інтелектуальна система допомоги при паркуванні, навігаційна система з жорстким диском і ширококутний передній монітор із кутом огляду 190 градусів.
У перший рік виробництва він отримав нагороду Good Design Award, яку вручає Японська організація сприяння промисловому дизайну.
|            |
| Задній вид |

|          |
| Інтер'єр |

|                      |
| 2005 FSC концепт-кар |

### Фейсліфтінг
Оновлений Mark X ZiO був випущений 14 лютого 2011 року.
|                                |
| 240 "Five Style" (вид спереду) |

|                              |
| 240 "Five Style" (вид ззаду) |

|                      |
| Aerial (вид спереду) |

|                    |
| Aerial (вид ззаду) |